# Hadrobregmus denticollis

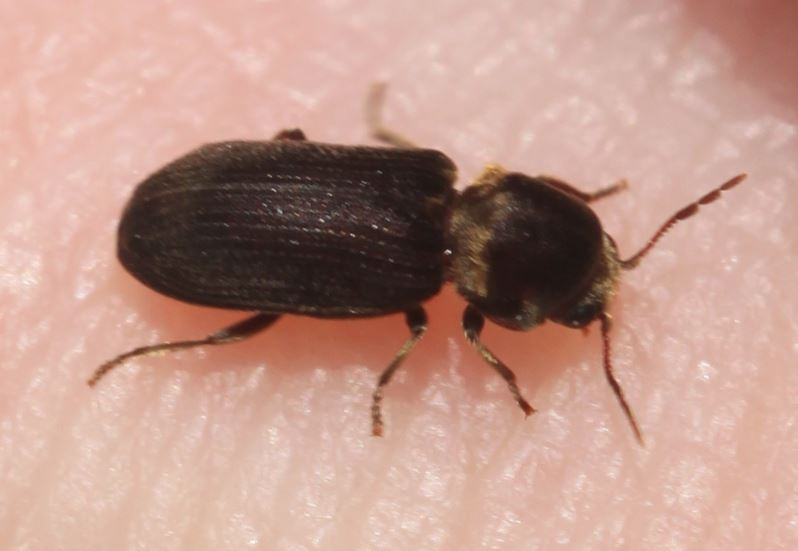

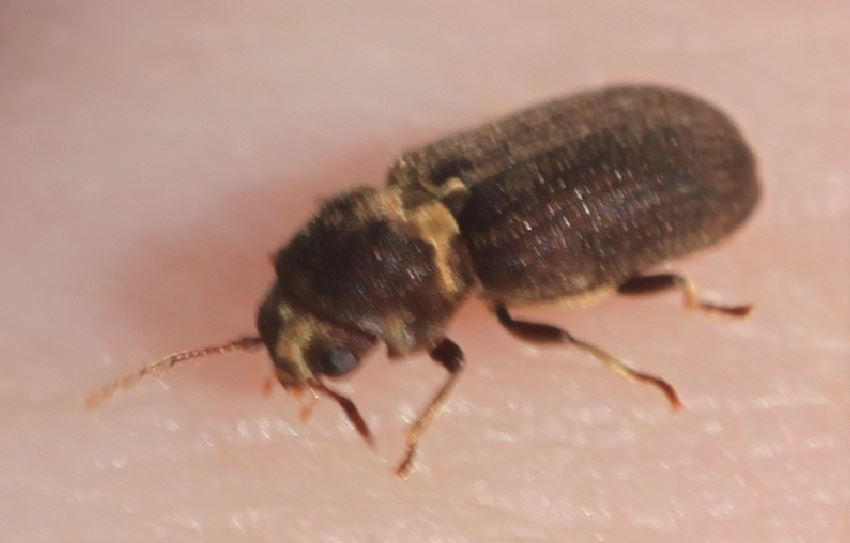

Hadrobregmus denticollis ist ein Käfer aus der Familie der Nagekäfer (Ptinidae). Dort gehört die Art zur Unterfamilie Anobiinae.

## Merkmale
Die länglichen Käfer sind 4,5–6 mm lang. Die kurz und dicht behaarten Käfer besitzen eine dunkelbraune Grundfarbe. An den vorderen Ecken des Halsschildes befindet sich eine kleine dreiecksförmige Fläche. Die Halsschildbasis ist auf ihrer gesamten Länge gelb behaart. Die Flügeldecken weisen Punktreihen auf. Typisch für die Vertreter der Anobiinae sind auch bei Hadrobregmus denticollis die drei letzten Fühlerglieder wesentlich länger als die übrigen.

## Ähnliche Arten
- Trotzkopf (Hadrobregmus pertinax) – Halsschild relativ kleiner; weniger dichte Behaarung[1][2]

## Verbreitung
Die Art kommt hauptsächlich im westlichen Mitteleuropa vor. Sie ist jedoch auch in England, auf der Iberischen Halbinsel, in Osteuropa sowie in Skandinavien vertreten.

## Lebensweise
Die Käfer findet man an trockenen Laubhölzern. Die Weibchen bohren Löcher ins Holz, wo sie ihre Eier ablegen. Die vermutlich 2-jährige Larvenentwicklung findet im Holz statt. Die Imagines erscheinen im Herbst und überwintern. Man beobachtet sie im Frühjahr bis in den Juni.

## Taxonomie
In der Literatur findet man folgende Synonyme:
- Anobium denticollis Creutzer in Panzer, 1796
- Anobium denticolle Creutzer in Panzer, 1796